# Хлыстов, Иван Ефимович
Иван Ефимович Хлыстов — советский и партийный работник, участник Великой Отечественной войны, персональный пенсионер.

## Биография
Иван Ефимович Хлыстов родился 11 июня 1912 года в селе Малая Мамырь на территории современного Братского района в бедной крестьянской семье. В 1929 году вступил в комсомол, в декабре того же года вступил в колхоз им. Сталина.
После окончания 6 — месячных курсов в г. Чита в сентябре 1931 года был принят на работу в Больше — Мамырское сельпо на должность завмага. В 1933 году принимал участие в разгроме банды Пожидаева — Полежаева, в марте этого же года избран председателем Больше — Мамырского сельпо.
С мая 1935 года работает в пос. Заярск завмагом, был также директором перевалочной базы Ленторгречтранспорта. Иван Ефимович Хлыстов является первым председателем Заярского поселкового Совета депутатов трудящихся..

### Боец 114-й стрелковой
Иван Ефимович Хлыстов — участник Великой Отечественной войны, был разведчиком и связистом в 114-й Свирской Краснознаменной дивизии Карельского фронта. За боевые подвиги награждён двумя орденами Славы II и III степеней, орденом Красной Звезды.

### На партийной работе
В ноябре 1945 года возвратился в Заярск, после образования в 1946 году Заярского района Иван Ефимович Хлыстов находился на посту председателя райпотребсоюза, с 1948 года секретарь Заярского райкома партии.
После окончания партшколы в 1952 году Иван Ефимович работал в течение четырёх лет вторым секретарем Усть-Кутского райкома партии.

### В Братске
В 1956 году Иркутским обкомом партии направлен на работу в г. Братск, где работал начальником УРСа комбината «Братсклес», заместителем управляющего трестом «Братсксельстрой», затем в течение 8 лет был директором Братского горбыткомбината. В 1970 году по состоянию здоровья ушел на пенсию.
Иван Ефимович Хлыстов был членом президиума городской секции ветеранов войны, председателем группы ветеранов войны, бывшей 114-й СКД Карельского фронта, проводил активную военно-патриотическую работу.
Персональный пенсионер Иван Ефимович Хлыстов скончался 7 марта 1981 года в возрасте 69-ти лет.